# Copidosoma fulgens
Copidosoma fulgens är en stekelart som beskrevs av Sharkov 1985. Copidosoma fulgens ingår i släktet Copidosoma och familjen sköldlussteklar. Inga underarter finns listade i Catalogue of Life.